# Canoagem nos Jogos Pan-Americanos de 2019 - K-1 1000 m masculino
A competição do K-1 1000 metros masculino foi um dos eventos da canoagem nos Jogos Pan-Americanos de 2019. Foi disputada no Parque Natural Albúfera de Medio Mundo, em Huacho, no Peru nos dias 27 e 29 de julho.

## Calendário
Horário local (UTC-5).
| Data        | Horário | Fase      |
| ----------- | ------- | --------- |
| 27 de julho | 9:00    | Baterias  |
| 27 de julho | 11:45   | Semifinal |
| 29 de julho | 9:35    | Final     |

## Medalhistas
| Ouro   | ARG Augustin Vernice |
| Prata  | CAN Marshall Hughes  |
| Bronze | BRA Vagner Souta     |

## Resultados

### Eliminatórias
Os três melhores em cada bateria se classificaram diretamente para a final, e os quatro seguintes disputaram a semifinal. 
Bateria 1
| Pos. | Canoísta          | País                  | Tempo    | Obs. |
| ---- | ----------------- | --------------------- | -------- | ---- |
| 1    | Augustin Vernice  | ARG Argentina         | 3.34.362 | F    |
| 2    | Sebastian Delgado | URU Uruguai           | 3.39.182 | F    |
| 3    | Jesse Lishchuk    | USA Estados Unidos    | 3.39.762 | F    |
| 4    | Nael Irizarry     | PUR Porto Rico        | 3.47.779 | SF   |
| 5    | Amado Cruz        | BIZ Belize            | 3.48.139 | SF   |
| 6    | Miguel Valencia   | CHI Chile             | 3.57.279 | SF   |
| 7    | Jeffrey Gonzalez  | GUA Guatemala         | 4.24.327 | SF   |
| 8    | Matthew Robinson  | TTO Trinidad e Tobago | 4.33.159 |      |

Bateria 2
| Pos. | Canoísta             | País                     | Tempo    | Obs. |
| ---- | -------------------- | ------------------------ | -------- | ---- |
| 1    | Marshall Hughes      | CAN Canadá               | 3.35.877 | F    |
| 2    | Fidel Antonio Vargas | CUB Cuba                 | 3.38.415 | F    |
| 3    | Vagner Souta         | BRA Brasil               | 3.41.095 | F    |
| 4    | Cristian Guerrero    | DOM República Dominicana | 3.43.312 | SF   |
| 5    | Edwin Amaya          | COL Colômbia             | 3.48.522 | SF   |
| 6    | Juan Rodriguez       | MEX México               | 4.05.087 | SF   |
| 7    | Walter Rojas         | ECU Equador              | 4.05.342 | SF   |
| 8    | Clive Greyson        | JAM Jamaica              | 5.44.595 |      |

### Semifinal
Os dois primeiros colocados se classificaram para a final. 
| Pos. | Canoísta          | País                     | Tempo    | Obs. |
| ---- | ----------------- | ------------------------ | -------- | ---- |
| 1    | Juan Rodriguez    | MEX México               | 3:44.999 | F    |
| 2    | Edwin Amaya       | COL Colômbia             | 3:45.004 | F    |
| 3    | Cristian Guerrero | DOM República Dominicana | 3:45.145 |      |
| 4    | Miguel Valencia   | CHI Chile                | 3:50.795 |      |
| 5    | Nael Irizarry     | PUR Porto Rico           | 3:56.923 |      |
| 6    | Amado Cruz        | BIZ Belize               | 3:57.633 |      |
| 7    | Walter Rojas      | ECU Equador              | 4:11.403 |      |
| 8    | Jeffrey Gonzalez  | GUA Guatemala            | 4:28.320 |      |

### Final
A final ocorreu dia 29 de julho às 9:35. 
| Pos.              | Canoísta             | País               | Tempo    | Obs. |
| ----------------- | -------------------- | ------------------ | -------- | ---- |
| Medalha de ouro   | Augustin Vernice     | ARG Argentina      | 3:31.955 |      |
| Medalha de prata  | Marshall Hughes      | CAN Canadá         | 3:35.907 |      |
| Medalha de bronze | Vagner Souta         | BRA Brasil         | 3:35.960 |      |
| 4                 | Sebastian Delgado    | URU Uruguai        | 3:39.135 |      |
| 5                 | Fidel Antonio Vargas | CUB Cuba           | 3:39.675 |      |
| 6                 | Jesse Lishchuk       | USA Estados Unidos | 3:45.645 |      |
| 7                 | Juan Rodriguez       | MEX México         | 3:45.877 |      |
| 8                 | Edwin Amaya          | COL Colômbia       | 3:47.667 |      |